# 167748 Markkelly
A 167748 Markkelly (ideiglenes jelöléssel 2004 XB42) a Naprendszer kisbolygóövében található aszteroida.  A Jarnac Obszervatórium fedezte fel 2004. december 12-én.